# FA Cup 1890-1891
La FA Cup 1890-91 fu la ventesima edizione del torneo calcistico più vecchio del mondo. Vinse per la quinta volta il Blackburn Rovers.

## Primo turno
| Squadra locale           | Punteggio                              | Squadra ospite          | Data            |
| ------------------------ | -------------------------------------- | ----------------------- | --------------- |
| Chester                  | 1-0                                    | Lincoln City            | 17 gennaio 1891 |
| Clapton                  | 0-14                                   | Nottingham Forest       | 17 gennaio 1891 |
| Darwen                   | 3-1 Risultato annullato                | Kidderminster           | 17 gennaio 1891 |
| Burnley                  | 4-2                                    | Crewe Alexandra         | 17 gennaio 1891 |
| Stoke                    | 3-0                                    | Preston North End       | 17 gennaio 1891 |
| Aston Villa              | 13-1                                   | Casuals                 | 17 gennaio 1891 |
| Sheffield Wednesday      | 12-0                                   | Halliwell               | 17 gennaio 1891 |
| Accrington               | 2-2                                    | Bolton Wanderers        | 17 gennaio 1891 |
| Long Eaton Rangers       | 1-2                                    | Wolverhampton Wanderers | 17 gennaio 1891 |
| West Bromwich Albion     | Qualificata per ritiro dell'avversaria | Old Westminsters        | 17 gennaio 1891 |
| Sunderland               | 1-0                                    | Everton                 | 17 gennaio 1891 |
| Crusaders                | 0-2                                    | Birmingham St George's  | 17 gennaio 1891 |
| Sunderland Albion        | 2-0                                    | 93rd Highland Regiment  | 17 gennaio 1891 |
| Sheffield United         | 1-9                                    | Notts County            | 17 gennaio 1891 |
| Royal Arsenal            | 1-2                                    | Derby County            | 17 gennaio 1891 |
| Middlesbrough Ironopolis | 1-2 Risultato annullato                | Blackburn Rovers        | 17 gennaio 1891 |

### Ripetizioni
| Squadra locale           | Punteggio | Squadra ospite   | Data            |
| ------------------------ | --------- | ---------------- | --------------- |
| Darwen                   | 13-0      | Kidderminster    | 24 gennaio 1891 |
| Accrington               | 5-1       | Bolton Wanderers | 24 gennaio 1891 |
| Middlesbrough Ironopolis | 0-3       | Blackburn Rovers | 24 gennaio 1891 |

## Secondo turno
| Squadra locale         | Punteggio | Squadra ospite          | Data            |
| ---------------------- | --------- | ----------------------- | --------------- |
| Darwen                 | 0-2       | Sunderland              | 31 gennaio 1891 |
| Stoke                  | 3-0       | Aston Villa             | 31 gennaio 1891 |
| Notts County           | 2-1       | Burnley                 | 31 gennaio 1891 |
| Blackburn Rovers       | 7-0       | Chester                 | 31 gennaio 1891 |
| Accrington             | 2-3       | Wolverhampton Wanderers | 31 gennaio 1891 |
| Derby County           | 2-3       | Sheffield Wednesday     | 31 gennaio 1891 |
| Sunderland Albion      | 1-1       | Nottingham Forest       | 31 gennaio 1891 |
| Birmingham St George's | 0-3       | West Bromwich Albion    | 31 gennaio 1891 |

### Ripetizioni
| Squadra locale    | Punteggio | Squadra ospite    | Data             |
| ----------------- | --------- | ----------------- | ---------------- |
| Nottingham Forest | 3-3       | Sunderland Albion | 7 febbraio 1891  |
| Nottingham Forest | 5-0       | Sunderland Albion | 11 febbraio 1891 |

## Terzo turno
| Squadra locale      | Punteggio | Squadra ospite          | Data             |
| ------------------- | --------- | ----------------------- | ---------------- |
| Notts County        | 1-0       | Stoke                   | 14 febbraio 1891 |
| Blackburn Rovers    | 2-0       | Wolverhampton Wanderers | 14 febbraio 1891 |
| Sheffield Wednesday | 0-2       | West Bromwich Albion    | 14 febbraio 1891 |
| Sunderland          | 4-0       | Nottingham Forest       | 14 febbraio 1891 |

## Semifinali
| Squadra locale   | Punteggio | Squadra ospite       | Data             |
| ---------------- | --------- | -------------------- | ---------------- |
| Notts County     | 3-3       | Sunderland           | 28 febbraio 1891 |
| Blackburn Rovers | 3-2       | West Bromwich Albion | 28 febbraio 1891 |

### Ripetizioni
| Squadra locale | Punteggio | Squadra ospite | Data          |
| -------------- | --------- | -------------- | ------------- |
| Sunderland     | 0-2       | Notts County   | 11 marzo 1891 |

## Finale
| Squadra locale   | Punteggio | Squadra ospite | Data          |
| ---------------- | --------- | -------------- | ------------- |
| Blackburn Rovers | 3-1       | Notts County   | 21 marzo 1891 |